# 模倣
模倣（もほう）とは、
- 他のものをまねること[1]。似せること[1]。
- 他者の行動と同様・同類の行動をとること。

学習、さまざまな技能の習得、社会的流行など、多くのことが基本的にこのかたちをとる。
対義語は創造。

## 言語と模倣
語の中には模倣される傾向が強いものがあり（特に、子供が新しく接した語などは特にそうで）、それが何回か繰り返し模倣されるうちに、次第に自発的に使われるようになる。このことから、模倣は、言語獲得のいくつかある道筋のうちのひとつであるということが言える。

## 芸術と模倣
芸術は、一般的に前時代の巨匠たちが確立した様式の模倣・習得から始められる。

### プラトン・アリストテレス
プラトンとアリストテレスは、古代ギリシャの「詩作」（今日で言うところの歌謡や演劇も含む「創作芸術」全般）の本質が、「模倣（真似）」（ミメーシス）であると主張し、後世の芸術論・文芸論・演劇論に大きな影響を与えた。
プラトンは『国家』第10巻でそのことを論じているが、詩人たちは対象についての知識・技術を持ち合わせないまま、大衆の感覚・感情・快楽に訴えかけるようにそれを誇張的・歪曲的に「模倣（真似）」し、人々を真実から遠ざけてしまう存在として批判的に論じており、あるべき国家からは追放すべきだといういわゆる「詩人追放論」を展開している。『ソクラテスの弁明』『イオン』等でも述べられているように、プラトンは詩人を（弁論術・詭弁術を操る）弁論家やソフィスト、あるいは民主政治家などと同じように、大衆を誤った方向へと扇動する危険かつ傲慢な存在であり、国家に必要な哲学者・真の政治家とは対極の存在であることを論じている。
アリストテレスは『詩学』において、創作芸術（詩作）と「模倣」の関係について論じているが、（絵画なども含め）人間が人・物事を「模倣」したり、それによって学習したり、他者の「模倣」を見て悦ぶのは、人間の本性に根ざした自然な傾向であるとして、プラトンと違ってこれを肯定的に評価している。そしてアリストテレスは、「人間の営為」の「模倣」（再現）としての「詩作（歌謡・演劇含む）」の発展に着目し、その最も成熟した形態としての「悲劇」を詳細に論じている。

### マニエリスム
美術の領域ではルネサンス時代、ラファエロなどが活躍し、「巨匠」と位置づけられ、さかんに模倣されていた。
ところが、16世紀後半、後期ルネサンスの芸術家たちの考え方に変化が生じ、独創性にこだわりはじめた。「単なる模倣ではダメだ」と、考えるようになり、芸術の領域で、作家ひとりひとりが（積極的に）「新しい何か」を加えてゆく、ということを行うようになった。彼らは、もともと単に「方法」「手法」「様式」などという意味であった「マニエラ」という言葉を「高度な芸術的手法」意味を込めて使うようになった。彼らは、自分たちの手法を「マニエリスム」という表現で呼んでいたが、これは当時「優美で洗練された」といったような意味を持っていた。いわゆる「古典主義」の時代の芸術は、「均整」や「調和（ハルモニア、ハーモニー）」などが重視されていたが、マニエリスムの画家たちは、たとえば人体を描く場合は、わざと蛇みたいに曲がりくねった身体として描いてみせたり、古典主義で使われた均整のとれた構図をわざと歪めてみたり、色彩は実際の色や中間色を良しとしていたのをあえて原色を使ってみる、といったことをするなど、彼らなりの工夫を凝らした。
ところが、これが後の時代になって、「（マニエリスムというのは）単に奇をてらったものだ」として軽蔑されるようになった。17～18世紀には、「マニエリスムというのは、単に前の世代を真似しているだけで、たとえ技巧的には新しいものがあったにしても、（本質的には）何も新しいものはなかった」と否定的な評価が主流になった。

### 関連用語
- 守破離
- 様式
- 模写
- 贋作
- オマージュ
- パロディ
- パクリ
- 通模倣様式
- 模倣 (対位法)

## 生物学における模倣

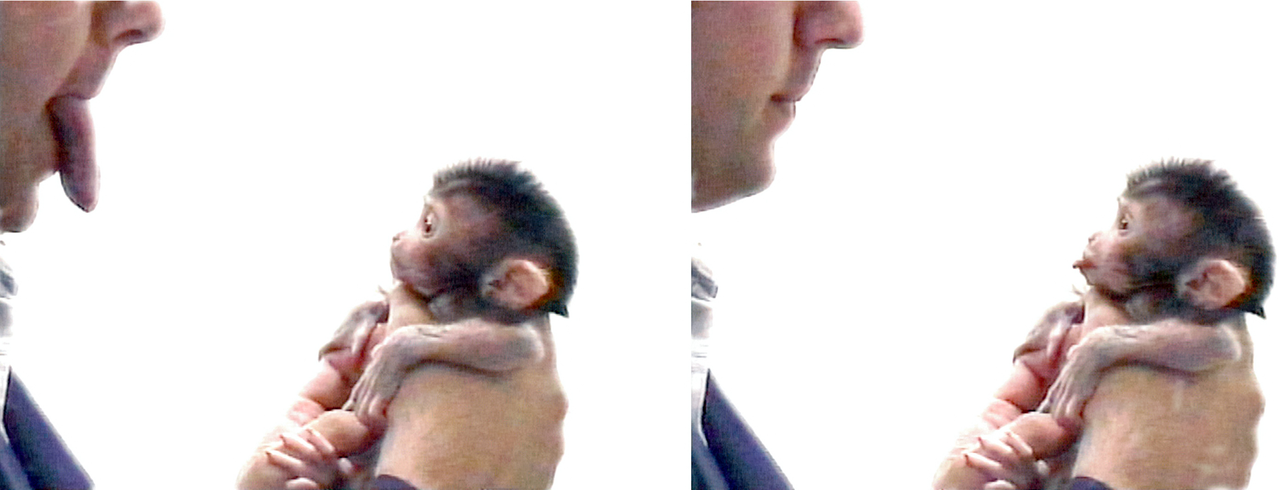
舌を出す行為を模倣するマカクザルの新生児。

例えば、マウスがT字路を右折して餌を採ると、そのマウスを手本として、他のマウスも何度かくり返すうちにT字路を右折して餌を採るようになる。これが模倣である。これは人間でも見られる対人行動の一種である。
サル類の場合も、子が親の行動を模倣することで、様々な行動が伝承されている。
生物学関連
- 擬態
- 文化 (動物)
- 動物行動学
- 刷り込み

## 社会学における模倣
社会学における模倣概念は、必ずしも主体の自覚的・意識的な行為を指すものではない。フランスの社会学者ガブリエル・タルドは、社会実在論を否定し、個体の（無意識的）模倣とその反復過程から全体社会の現象を説明した（模倣説）。ただ、長らくこうしたタルド流の発想は、非主流派の位置にあった。
しかし、近年、ジル・ドゥルーズの「差異と反復」の哲学（生気論の再評価、ラッツァラート）、カオスと複雑性の理論の社会学的展開（ジョン・アーリら）、アクターネットワーク理論（ブルーノ・ラトゥールら）やグローバル・ネットワーク論（マニュエル・カステルやボブ・ジェソップら）における「感染」概念への注目などを背景にして、主体／客体、構造／主体図式を超えるエージェンシー論のキー概念として再評価が進んでいる。

## 法学における模倣
日本の著作権法には模倣の語は登場しない。不正競争防止法において、他人の商品の形態を模倣した商品の譲渡等は不正競争行為として規制されている（ただし日本国内において最初に販売された日から起算して三年を経過した商品は除外）（第2条1項3号、19号1項5号）。
判例上、この法律でいう「模倣」とは、「他人の商品形態を知り、これと同一と評価される商品をつくり出すことを認識していること」（主観的な模倣の意図があること）と、「商品同士を観察した場合に、形態が同一か実質的に同一といえるほどに酷似していること」（客観的な同一性）が必要であるとされている。ただし、これ以降の裁判例上は、客観的な同一性が認められた事件において、主観的な模倣の意図がないことを理由に模倣を否定した事例は存在しないことが指摘されている。

## 工学や製品開発 における模倣
工学や製品開発の関連項目
- バイオミメティクス
- リバースエンジニアリング
- デッドコピー
- コピー商品

## 関連文献
- 南博 『社会心理学入門』 岩波新書